# Lista foștilor membri ai Camerei Reprezentanților Statelor Unite ale Americii: P
Această este o listă a foștilor membri ai Camerei Reprezentanților Statelor Unite ale Americii al căror nume de familie începe cu litera P.
| Reprezentant            | Ani                             | Stat          | Partid                        |
| ----------------------- | ------------------------------- | ------------- | ----------------------------- |
| Stephen Pace            | 1937-1951                       | Georgia       | Democrat                      |
| Ron Packard             | 1983-2001                       | California    | Republican                    |
| Lemuel P. Padgett       | 1901-1922                       | Tennessee     | Democrat                      |
| Charles H. Page         | 1887, 1891-1893, 1893-1895      | Rhode Island  | Democrat                      |
| Henry Page              | 1891-1892                       | Maryland      | Democrat                      |
| John Page               | 1789-1795                       | Virginia      | Anti-Administrație            |
| John Page               | 1795-1797                       | Virginia      | Democrat-Republican           |
| Vincent L. Palmisano    | 1927-1939                       | Maryland      | Democrat                      |
| Leon Panetta            | 1977-1994                       | California    | Democrat                      |
| Michael J. Pappas       | 1997-1999                       | New Jersey    | Republican                    |
| Josiah Parker           | 1789-1793                       | Virginia      | Anti-Administrație            |
| Josiah Parker           | 1793-1795                       | Virginia      | Pro-Administrație             |
| Josiah Parker           | 1795-1801                       | Virginia      | Federalist                    |
| Mike Parker             | 1989-1995                       | Mississippi   | Democrat                      |
| Mike Parker             | 1995-1999                       | Mississippi   | Republican                    |
| Richard Parker          | 1849-1851                       | Virginia      | Democrat                      |
| William H. Parker       | 1907-1908                       | South Dakota  | Republican                    |
| Tilman B. Parks         | 1921-1937                       | Arkansas      | Democrat                      |
| Thomas Parran, Sr.      | 1911-1913                       | Maryland      | Republican                    |
| Albion K. Parris        | 1815-1818                       | Massachusetts | Democrat-Republican           |
| Stanford E. Parris      | 1973-1975, 1981-1991            | Virginia      | Republican                    |
| John F. Parrott         | 1817-1819                       | New Hampshire | Democrat-Republican           |
| George Partridge        | 1789-1790                       | Massachusetts | Pro-Administrație             |
| Wright Patman           | 1929-1976                       | Texas         | Democrat                      |
| Harold Patten           | 1949-1955                       | Arizona       | Democrat                      |
| John Patten             | 1793-1794, 1795-1797            | Delaware      | Democrat-Republican           |
| Edward White Patterson  | 1935-1939                       | Kansas        | Democrat                      |
| Ellis E. Patterson      | 1945-1947                       | California    | Democrat                      |
| James W. Patterson      | 1863-1867                       | New Hampshire | Republican                    |
| Jerry M. Patterson      | 1975-1985                       | California    | Democrat                      |
| Josiah Patterson        | 1891-1897                       | Tennessee     | Democrat                      |
| Malcolm R. Patterson    | 1901-1906                       | Tennessee     | Democrat                      |
| Thomas M. Patterson     | 1877-1879                       | Colorado      | Democrat                      |
| John Mercer Patton      | 1830-1838                       | Virginia      | Democrat                      |
| Nat Patton              | 1935-1945                       | Texas         | Democrat                      |
| Bill Paxon              | 1989-1999                       | New York      | Republican                    |
| Lewis F. Payne, Jr.     | 1988-1997                       | Virginia      | Democrat                      |
| Dutee J. Pearce         | 1825-1833                       | Rhode Island  | Național Republican           |
| Dutee J. Pearce         | 1833-1837                       | Rhode Island  | Anti-Masonic                  |
| James Pearce            | 1835-1837                       | Maryland      | Național Republican           |
| James Pearce            | 1837-1839, 1841-1843            | Maryland      | Whig                          |
| George A. Pearre        | 1899-1911                       | Maryland      | Republican                    |
| Herron C. Pearson       | 1935-1943                       | Tennessee     | Democrat                      |
| Edward A. Pease         | 1997-2001                       | Indiana       | Republican                    |
| George W. Peck          | 1855-1857                       | Michigan      | Democrat                      |
| Lucius B. Peck          | 1847-1851                       | Vermont       | Democrat                      |
| Preston E. Peden        | 1947-1949                       | Oklahoma      | Democrat                      |
| Samuel W. Peel          | 1883-1893                       | Arkansas      | Democrat                      |
| George C. Peery         | 1923-1929                       | Virginia      | Democrat                      |
| Joseph Peirce           | 1801-1802                       | New Hampshire | Federalist                    |
| Thomas Pelly            | 1953-1973                       | Washington    | Republican                    |
| Lafe Pence              | 1893-1895                       | Colorado      | Populist                      |
| George C. Pendleton     | 1893-1897                       | Texas         | Democrat                      |
| James M. Pendleton      | 1871-1875                       | Rhode Island  | Republican                    |
| John O. Pendleton       | 1889-1890, 1891-1895            | West Virginia | Democrat                      |
| John B. Penington       | 1887-1891                       | Delaware      | Democrat                      |
| Ebenezer J. Penniman    | 1851-1853                       | Michigan      | Whig                          |
| Tim Penny               | 1983-1995                       | Minnesota     | Democrat-Țărănist-Muncitoresc |
| Isaac S. Pennybacker    | 1837-1839                       | Virginia      | Democrat                      |
| Claude Pepper           | 1963-1989                       | Florida       | Democrat                      |
| Legrand W. Perce        | 1870-1873                       | Mississippi   | Republican                    |
| Bishop Perkins          | 1853-1855                       | New York      | Democrat                      |
| Bishop W. Perkins       | 1883-1891                       | Kansas        | Republican                    |
| Carl C. Perkins         | 1984-1993                       | Kentucky      | Democrat                      |
| Carl D. Perkins         | 1949-1984                       | Kentucky      | Democrat                      |
| Elias Perkins           | 1801-1803                       | Connecticut   | Federalist                    |
| Thomas J. Perry         | 1845-1847                       | Maryland      | Democrat                      |
| Seymour H. Person       | 1931-1933                       | Michigan      | Republican                    |
| George Peter            | 1816-1819                       | Maryland      | Federalist                    |
| George Peter            | 1825-1827                       | Maryland      | Democrat                      |
| Mason S. Peters         | 1897-1899                       | Kansas        | Populist                      |
| Samuel R. Peters        | 1883-1891                       | Kansas        | Republican                    |
| J. Hardin Peterson      | 1933-1951                       | Florida       | Democrat                      |
| M. Blaine Peterson      | 1961-1963                       | Utah          | Democrat                      |
| Pete Peterson           | 1991-1997                       | Florida       | Democrat                      |
| Augustus H. Pettibone   | 1881-1887                       | Tennessee     | Republican                    |
| Peter Peyser            | 1971-1977                       | New York      | Republican                    |
| Peter Peyser            | 1979-1983                       | New York      | Democrat                      |
| Balie Peyton            | 1833-1835                       | Tennessee     | Democrat                      |
| Balie Peyton            | 1835-1837                       | Tennessee     | Național Republican           |
| Joseph H. Peyton        | 1843-1845                       | Tennessee     | Whig                          |
| Gracie Pfost            | 1953-1963                       | Idaho         | Democrat                      |
| James Phelan, Jr.       | 1887-1891                       | Tennessee     | Democrat                      |
| Charles E. Phelps       | 1865-1867                       | Maryland      | Unionist Necondițional        |
| Charles E. Phelps       | 1867-1869                       | Maryland      | Conservativ                   |
| David D. Phelps         | 1999-2003                       | Illinois      | Democrat                      |
| William Wallace Phelps  | 1858-1859                       | Minnesota     | Democrat                      |
| Dayton E. Phillips      | 1947-1951                       | Tennessee     | Republican                    |
| Philip Phillips         | 1853-1855                       | Alabama       | Democrat                      |
| William A. Phillips     | 1873-1879                       | Kansas        | Republican                    |
| Owen B. Pickett         | 1987-2001                       | Virginia      | Democrat                      |
| Tom Pickett             | 1945-1952                       | Texas         | Democrat                      |
| J. J. Jake Pickle       | 1963-1995                       | Texas         | Democrat                      |
| John Pickler            | 1889-1897                       | South Dakota  | Republican                    |
| Franklin Pierce         | 1833-1837                       | New Hampshire | Democrat                      |
| Rice Alexander Pierce   | 1883-1885, 1889-1893, 1897-1905 | Tennessee     | Democrat                      |
| Walter M. Pierce        | 1933-1943                       | Oregon        | Democrat                      |
| Austin F. Pike          | 1873-1875                       | New Hampshire | Republican                    |
| William Pinkney         | 1791                            | Maryland      | Pro-Administrație             |
| William Pinkney         | 1815-1816                       | Maryland      | Democrat-Republican           |
| William Adam Piper      | 1875-1877                       | California    | Democrat                      |
| William A. Pirce        | 1885-1887                       | Rhode Island  | Republican                    |
| Timothy Pitkin          | 1805-1819                       | Connecticut   | Federalist                    |
| William Pittenger       | 1929-1933, 1935-1937, 1939-1947 | Minnesota     | Republican                    |
| David Plant             | 1827-1829                       | Connecticut   | Național Republican           |
| Thomas Plater           | 1801-1805                       | Maryland      | Federalist                    |
| James Pleasants         | 1811-1819                       | Virginia      | Democrat-Republican           |
| Charles A. Plumley      | 1934-1951                       | Vermont       | Republican                    |
| Frank Plumley           | 1909-1915                       | Vermont       | Republican                    |
| Franklin E. Plummer     | 1831-1835                       | Mississippi   | Democrat                      |
| William R. Poage        | 1937-1979                       | Texas         | Democrat                      |
| Henry Poehler           | 1879-1881                       | Minnesota     | Democrat                      |
| Richard H. Poff         | 1953-1972                       | Virginia      | Republican                    |
| George Poindexter       | 1817-1819                       | Mississippi   | Democrat-Republican           |
| Miles Poindexter        | 1909-1911                       | Washington    | Republican                    |
| Luke P. Poland          | 1867-1875, 1883-1885            | Vermont       | Republican                    |
| Albert F. Polk          | 1917-1919                       | Delaware      | Democrat                      |
| James K. Polk           | 1825-1839                       | Tennessee     | Democrat                      |
| William H. Polk         | 1851-1853                       | Tennessee     | Independent Democrat          |
| Ernest M. Pollard       | 1905-1909                       | Nebraska      | Republican                    |
| Howard Wallace Pollock  | 1967-1971                       | Alaska        | Republican                    |
| Daniel Polsley          | 1867-1869                       | West Virginia | Republican                    |
| Richard Pombo           | 1993-2007                       | California    | Republican                    |
| Charles O. Porter       | 1957-1961                       | Oregon        | Democrat                      |
| John Edward Porter      | 1980-2001                       | Illinois      | Republican                    |
| Rob Portman             | 1993-2005                       | Ohio          | Republican                    |
| Allen Potter            | 1875-1877                       | Michigan      | Democrat                      |
| Charles E. Potter       | 1947-1952                       | Michigan      | Republican                    |
| Elisha Reynolds Potter  | 1796-1797, 1809-1815            | Rhode Island  | Federalist                    |
| Elisha Reynolds Potter  | 1843-1845                       | Rhode Island  | Law and Order                 |
| Adam Clayton Powell     | 1945-1971                       | New York      | Democrat                      |
| Samuel Powell           | 1815-1817                       | Tennessee     | Democrat-Republican           |
| H. Henry Powers         | 1891-1901                       | Vermont       | Republican                    |
| Charles Nelson Pray     | 1907-1913                       | Montana       | Republican                    |
| Seargent Smith Prentiss | 1838-1839                       | Mississippi   | Whig                          |
| Larry Pressler          | 1975-1979                       | South Dakota  | Republican                    |
| Jacob A. Preston        | 1843-1845                       | Maryland      | Whig                          |
| William B. Preston      | 1847-1849                       | Virginia      | Whig                          |
| Emory H. Price          | 1943-1949                       | Florida       | Democrat                      |
| Jesse Price             | 1914-1919                       | Maryland      | Democrat                      |
| Melvin Price            | 1945-1988                       | Illinois      | Democrat                      |
| Percy Priest            | 1941-1956                       | Tennessee     | Democrat                      |
| Joseph C. Pringey       | 1921-1923                       | Oklahoma      | Republican                    |
| Joel Pritchard          | 1973-1985                       | Washington    | Republican                    |
| William F. Prosser      | 1869-1871                       | Tennessee     | Republican                    |
| Winston L. Prouty       | 1951-1959                       | Vermont       | Republican                    |
| David Pryor             | 1966-1973                       | Arkansas      | Democrat                      |
| Roger Atkinson Pryor    | 1859-1861                       | Virginia      | Democrat                      |
| William J. Purman       | 1873-1875, 1875-1877            | Florida       | Republican                    |
| Carl Pursell            | 1977-1993                       | Michigan      | Republican                    |